# Charity Waciuma
Charity Waciuma (born 1936) là một nhà văn người Kenya, người đã viết nhiều tiểu thuyết cho thanh thiếu niên và một tiểu thuyết tự truyện Daughter of Mumbi (1969). Tác phẩm của bà dựa trên những truyền thuyết về Kikuyu và truyền thống kể chuyện. Trong những năm 1960, Waciuma và Grace Ogot đã trở thành những nhà văn nữ đầu tiên của Kenya xuất bản bằng tiếng Anh.

## Tiểu sử
Charity Wanjiku Waciuma lớn lên ở Kenya trước độc lập, trong cuộc đấu tranh chống thực dân dữ dội giữa Mau-Mau và những người cầm quyền Anh. Theo truyền thống đặt tên của Kikuyu, bà được đặt tên theo tên em gái của cha mình, Wanjiku ("tin đồn"), tên cuối cùng của bà là Waciuma, có nghĩa là "hạt", là biệt danh của ông cố ngoại bà "bởi vì ông có nhiều con dê như hạt trên dây chuyền".
Bà đã trở thành một trong những nhà văn tiên phong của Kenya viết cho trẻ em khi xuất bản ấn phẩm đầu tiên năm 1966 là cuốn sách Mweru, the Ostrich Girl, tiếp theo là những tựa sách khác dành cho thanh niên: The Golden Feather, Merry Making và Who's Calling?.
Tác phẩm tự truyện của bà Daughter of Mumbi, xuất bản năm 1969, kể về những căng thẳng được cảm nhận bởi một thanh thiếu niên bị giằng xé giữa lòng trung thành với bản sắc truyền thống (Mumbi là nữ thần huyền thoại tạo ra người Kikuyu) và một người cha coi sự ủng hộ của mình đối với sự thống trị của thực dân Anh là sự trung thành cùng với sự hiện đại. Cuốn sách dành riêng cho cha của Waciuma, người đã bị giết trong cuộc nổi dậy bất ngờ Mau Mau.
Waciuma đã viết bằng tiếng Anh một cách lưỡng lự về truyền thống văn hóa gây tranh cãi cắt âm vật, vào thời điểm mà không phải tất cả các tác giả gốc Phi trong thập niên 1960 đã theo đuổi chủ đề này. Các tác phẩm của bà đã được xuất bản trước khi Kenya thoát khỏi thực dân và viết về vấn đề nhạy cảm này trước khi cuộc đấu tranh vì nữ quyền trở nên nổi bật và trước khi các tác động về thể chất và tâm lý của phụ nữ bị ảnh hưởng nói chung được thừa nhận hoặc được chú ý trên toàn cầu.

## Tác phẩm
- Mweru, the Ostrich Girl (Nairobi: East African Publishing House, 1966)[10]
- The Golden Feather (Nairobi: East African Publishing House, 1966)[11]
- Daughter of Mumbi (Nairobi: East African Publishing House, 1969)[12]
- Merry-Making (Nairobi: East African Publishing House, 1972)[13]
- Who's Calling? (Nairobi: East African Publishing House, 1973)[14]